# Ingeburg Nilius
Ingeburg Nilius (* 28. Oktober 1927 in Halle (Saale); † 18. November 1984 in Greifswald) war eine deutsche Prähistorikerin.

## Leben
Ingeburg Nilius stammte aus Halle (Saale) und war bereits als Schülerin an vorgeschichtlichen Themen interessiert. Nach dem Abitur arbeitete sie von 1947 bis 1949 als Hilfsarbeiterin am Landesmuseum Halle. 1949 begann sie an der Martin-Luther-Universität Halle-Wittenberg ein Studium der Vor- und Frühgeschichte, der Geschichte und Geologie. Daneben erlernte sie nordische Sprachen. 1953 legte Nilius ihre Diplomarbeit zum Thema Die verschiedenen Wirtschaftsformen in Schweden während des 3. Jahrtausends v. d. Ztr. vor. Danach arbeitete sie zunächst am Museum der Stadt Rostock, wechselte aber 1957 ans Institut für Vor- und Frühgeschichte der Ernst-Moritz-Arndt-Universität Greifswald, wo sie eine Assistenzstelle antrat. 1967 promovierte sie zum Thema Das Neolithikum in Mecklenburg zur Zeit und unter besonderer Berücksichtigung der Trichterbecherkultur. Nilius leitete zahlreiche Ausgrabungen, wirkte in der Bodendenkmalpflege im Kreis Greifswald und in der Lehrerausbildung im Fach Geschichte. 1969 wurde Nilius Kustodin der prähistorischen Sammlung der Ernst-Moritz-Arndt-Universität.
Nilius’ Promotion stellt bis heute ein Standardwerk zur Jungsteinzeit in Mecklenburg-Vorpommern dar. Neben zahlreichen eigenen Fachaufsätzen publizierte sie auch Übersetzungen von schwedischen Monografien.

## Schriften
- Das Neolithikum in Mecklenburg zur Zeit und unter besonderer Berücksichtigung der Trichterbecherkultur (1971)